# Ready Player One (film)
Cet article concerne le film de Steven Spielberg. Pour le livre d'Ernest Cline dont il est l'adaptation, voir Player One.
Pour plus de détails, voir Fiche technique et Distribution.
Ready Player One ou Player One au Québec est un film de science-fiction américain coproduit et réalisé par Steven Spielberg et sorti en 2018. Il s’agit de l'adaptation du roman Player One d'Ernest Cline, paru en 2011.
Dans un monde futur chaotique en proie à la crise énergétique et le changement climatique, un système mondial de réalité virtuelle, similaire à un jeu de rôle en ligne massivement multijoueur, est devenu une société virtuelle dont toute l'humanité se sert comme exutoire. L'un des créateurs, avant sa mort, avait annoncé que serait propriétaire de sa fortune et de sa société la personne qui réussira à trouver l’Easter Egg (« Œuf de Pâques ») caché dans le jeu. Pour l'instant, personne n'a encore réussi la première épreuve qui donnerait accès à la première Clef et aux indications pour continuer le quête. Wade Owen Watts, un orphelin qui vit dans un taudis, a un avatar dans le jeu : « Parzival ». Parcourant les archives de la vie du riche défunt, il a connaissance d'une information qui lui permettrait de trouver la première Clef, et peut-être les deux autres permettant d'accéder au secret permettant de devenir l'héritier de cet empire.

## Synopsis
En 2045, le monde est en proie à la crise énergétique, les désastres causés par le changement climatique, la famine, la pauvreté, la guerre, etc. Dans ce monde chaotique, l'Oasis est un système mondial de réalité virtuelle, accessible par l'intermédiaire de casques de réalité virtuelle et de dispositifs haptiques tels que des gants et des combinaisons, simulant les sensations tactiles. Conçu à l'origine comme un MMORPG, il est devenu au fil du temps une société virtuelle, un métavers dont toute l'humanité se sert comme exutoire.
Le jeu a été créé conjointement par James Donovan Halliday (Mark Rylance) et Ogden Morrow (Simon Pegg) de la société Gregarious Games. Toutefois, Morrow a rapidement vendu ses parts, et Halliday est resté l'unique propriétaire de l'entreprise. À sa mort en 2040, une vidéo est diffusée dans laquelle il explique qu'il léguera son immense fortune de 500 milliards de dollars, ainsi que sa société à la personne qui réussira à trouver l’easter egg caché dans l'Oasis. Le concours, lancé depuis cinq ans, n'a encore produit aucun résultat. 
Wade Owen Watts (Tye Sheridan) est un orphelin qui vit dans les piles de Columbus chez sa tante Alice. Dans l'Oasis, sous les traits de son avatar Parzival, il cherche à trouver la première des trois clés permettant de mettre la main sur l'easter egg, comme beaucoup d'autres chasse-œufs dont les Sixers, employés par la société Innovative Online Industries (IOI) dirigée par Nolan Sorrento, qui cherche à tout prix à remporter le concours pour obtenir le contrôle de l'Oasis pour la remodeler de façon à maximiser les profits de son entreprise, notamment par une intégration massive de publicité. Pour maximiser ses chances de gagner, il a également recours à une armée d'experts en pop-culture, dont était féru Halliday et qui constitue la base de l'Oasis.
Comme chaque jour, Parzival se rend à la première épreuve, une course automobile truffée d'obstacles que personne n'a encore réussi à gagner. Il y retrouve son meilleur ami Aech et remarque parmi les concurrents Art3mis, chasse-oeuf renommée. Bien qu'il arrive en tête de la course, Parzival ne parvient pas à franchir le dernier obstacle, King Kong.
Plus tard, Parzival se rend une fois de plus dans les archives de la vie d'Halliday, guidé par le Conservateur, leur archiviste virtuel. Wade apprend que Halliday a plusieurs regrets dans la vie, et aurait bien aimé revenir en arrière. Grâce à cet indice, Parzival trouve la clé de la course automobile, qui consistait à parcourir le circuit en marche arrière et à contre-sens. Art3mis l'imite et met aussi la main sur la clé, suivie par Aech ainsi que de Daito et Sho, deux autres amis de Parzival dans l'Oasis. La clé est accompagnée d'un indice, qui évoque un pas non franchi. Aux archives, Parzival accompagné d'Art3mis comprend qu'il s'agit du regret d'Halliday de ne pas avoir commencé une relation avec Kira, celle-ci étant devenu par la suite la femme d'Ogden Morrow. Parzival gagne ainsi à cette occasion un pari avec le Conservateur (qui pensait que Kira était plus représentée dans les archives, alors qu'elle n'est mentionnée que dans une seule archive), qui lui remet de ce fait une pièce de 25 cents. 
Sorrento demande à son mercenaire i-R0k d'éliminer l'avatar de Parzival et de découvrir sa véritable identité. Dans l'Oasis, Parzival et Art3mis se rendent dans un bar-discothèque très chic pour chercher la réponse au second indice, où ils développent une plus grande intimité, surveillés de loin par i-R0k. Wade, amoureux, révèle son prénom à Art3mis, qui le lui reproche. Un bataillon de Sixers envoyés par Sorrento fait alors irruption dans le club et entame une fusillade avec Parzival et Art3mis, qui parviennent à s'enfuir de justesse. Art3mis apprend à Wade que son père est mort endetté dans un centre de fidélité de IOI, contraint de servir de main d'œuvre dans l'Oasis pour le compte de l'entreprise. 
i-R0k retrouve la véritable identité de Parzival et en informe Sorrento, qui contacte Wade pour lui proposer de travailler pour lui à la résolution du concours, contre un important salaire assortis de multiples avantages tant dans l'Oasis que dans le monde réel. Devant le refus de Wade, il lui informe alors qu'il connaît sa véritable identité et qu'il s'apprête à faire dynamiter la pile où il habite. Wade, qui se trouvait en fait dans sa cachette, court avertir sa tante mais assiste impuissant à l'effondrement de la pile. Revenu à sa planque, il est capturé par un homme qui l'emmène à la planque d'une rébellion dirigée par Art3mis, de son vrai nom Samantha Cook, le vrai nom d'Art3mis.
Avec Aech, Daito et Sho, Parzival et Art3mis comprennent que la seconde clé se trouve dans une simulation de l'hôtel Overlook du film Shining, car c’est ce film que Halliday avait choisi pour son rendez-vous avec Kira. Après plusieurs épreuves et avoir trouvé la solution en proposant à Kira de danser. La base de Samantha est attaquée par les hommes d'IOI. Seul Wade parvient à s'enfuir et retrouve Aech (Helen), Daito (Toshiro) et Sho (Xo) qui se cachent dans un fourgon postal. Pour sa part, Art3mis est envoyée en travail forcé dans l'Oasis, au prétexte officiel de rembourser la dette de son père. 
La troisième épreuve exige de jouer sur la console de jeu favorite de Halliday, l'Atari 2600, qui se trouve dans une forteresse gardée par IOI. Pour se donner du temps dans l'Oasis, Sorrento a fait protéger l'endroit grâce à un champ de force impénétrable généré par une orbe magique. Wade parvient à libérer Samantha en faisant croire à Sorrento qu’il l’a pris d’assaut dans le monde réel alors qu'en fait il est toujours dans l'Oasis. Celle-ci ne quitte cependant pas la bâtiment et revient dans l'Oasis en tant que Sixer, non sans avoir fait un détour par le bureau de Sorrento pour trouver sur son compte la formule permettant de désactiver l'orbe.
Dénonçant les agissements de Sorrento, Parzival lance un appel à destination des joueurs du monde entier, qui arrivent en nombre pour attaquer la forteresse. Alors que les experts d'IOI continuent de chercher le bon jeu pour gagner l'épreuve. Samantha désactive le champ de force, ce qui permet enfin aux joueurs de l'Oasis d'attaquer le château, déclenchant une immense bataille contre l'armée d'IOI. Durant le combat, Daito se sacrifie en combattant le Mecha-Godzilla de Sorrento, et Aech (sous l'apparence du Géant de fer) fait de même pour permettre à Parzival, Art3mis et Sho d'entrer dans la forteresse. Parzival tue volontairement Art3mis, permettant à Samantha de s'enfuir de l'IOI. Elle est recueillie dans le fourgon d'Aech, mais ils sont poursuivis par F'Nale, cheffe des Sixers.
Dans l'Oasis, Parzival parvient à la console où le secret de la troisième clé n'a toujours pas été trouvé. Sorrento, préférant perdre l'Oasis et contre l'avis d'i-R0k, active le Cataclyste, une bombe surpuissante qui anéantit tous les avatars de l'Oasis dans l'optique de « réinitialiser le jeu ». Mais Parzival, détenteur de la pièce de monnaie gagnée au cours du pari avec le Conservateur, est réactivé et découvre que le revers de sa pièce est un jeton qui lui octroyait une vie supplémentaire. Débarrassé de ses adversaires et observé par tous les joueurs de l'Oasis via une retransmission en direct, il joue alors à Adventure pour y trouver l'easter egg en trouvant la salle secrète du jeu au lieu de terminer le niveau comme l’a fait IOI. Il obtient ainsi la dernière clé. Ayant ouvert le coffre grâce aux trois clés, il est accueilli par l'avatar de Halliday, qui lui demande de signer un contrat. Parzival, se remémorant l'erreur de Halliday (qui a perdu son seul ami Morrow avec ce même type de contrat), refuse, à la grande satisfaction d'Halliday qui lui indique que c'était une épreuve supplémentaire. Ayant rempli toutes les épreuves, il est donc le seul propriétaire de l'Oasis.
Au terme d'une course-poursuite de F'Nale et Sorrento contre le fourgon postal de Wade et ses amis, ils sont arrêtés (Sorrento a eu la possibilité de tuer Wade, mais s'est ravisé en se rendant compte que Parzival venait de finir sa quête dans le jeu, la récompense n'était plus à sa portée). Pour sa part, Wade décide de partager le contrôle de l'Oasis avec ses quatre amis. Morrow, dont l'avatar était le Conservateur (ce qui explique sa pièce spéciale), offre ses services de consultant à Wade. Les cinq amis prennent ensuite la décision saluée d'interdire l'accès au jeu aux entreprises, mais aussi une décision impopulaire : l'Oasis sera fermé deux jours par semaine, les mardis et jeudis, pour que les gens prennent du temps pour vivre dans le monde réel.

## Fiche technique
Sauf indication contraire, les informations mentionnées dans cette section peuvent être confirmées par la base de données cinématographiques IMDb,  présente dans la section « Liens externes ».
- Titre original et français : Ready Player One
- Titre québécois : Player One
- Réalisateur : Steven Spielberg
- Scénario : Ernest Cline et Zak Penn, d'après Player One d'Ernest Cline
- Musique : Alan Silvestri
- Direction artistique : Mark Scruton
- Décors : Adam Stockhausen et Anna Pinnock
- Costumes : Kasia Walicka-Maimone
- Photographie : Janusz Kamiński
- Son : Richard Hymns, Andy Nelson, Gary Rydstrom, Addison Teague et Brent Burge (non crédité)
- Montage : Michael Kahn et Sarah Broshar
- Production : Steven Spielberg, Donald De Line (en), Dan Farah et Kristie Macosko Krieger
- Producteurs exécutifs : Bruce Berman (en), Christopher DeFaria, Daniel Lupi et Adam Somner
- Sociétés de production : Amblin Partners, Amblin Entertainment, De Line Pictures, RatPac-Dune Entertainment, Farah Films & Management, Village Roadshow Pictures et Warner Bros.
- Société de distribution : Warner Bros.
- Budget : 175 millions de dollars[2]
- Pays de production :  États-Unis
- Langue originale : anglais
- Format : couleur
- Genre : science-fiction, aventures
- Durée : 140 minutes
- Dates de sortie[3] :
  - États-Unis : 11 mars 2018 (South by Southwest)[4],[5] ; 29 mars 2018 (sortie nationale)
  - Québec : 30 mars 2018
  - France : 28 mars 2018

## Distribution

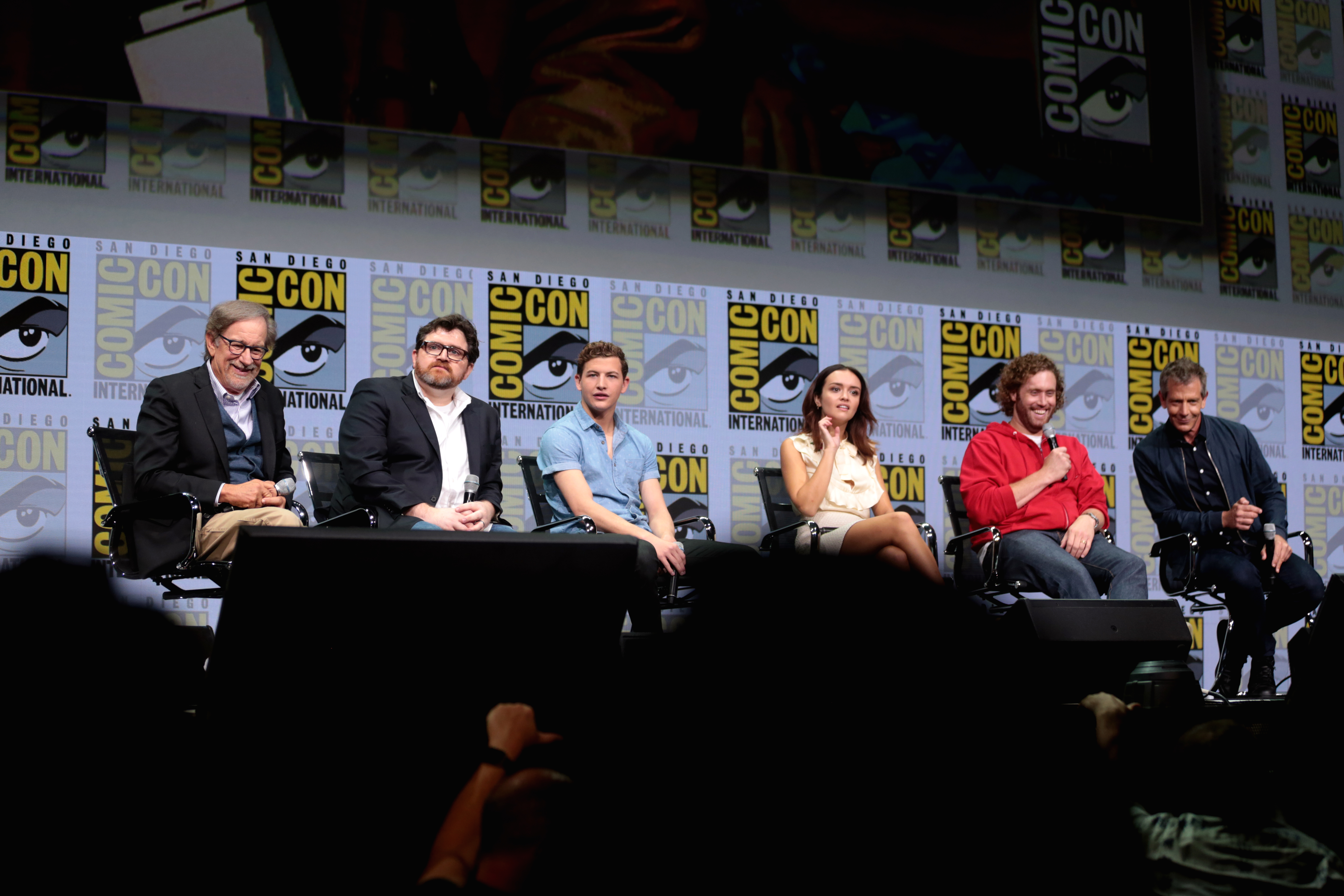
De gauche à droite : Steven Spielberg, Ernest Cline, Tye Sheridan, Olivia Cooke, T. J. Miller et Ben Mendelsohn au Comic-Con 2017.

- Tye Sheridan (VF : Gabriel Bismuth-Bienaimé ; VQ : Nicolas Bacon) : Wade Owen Watts / Parzival[6]
- Olivia Cooke (VF : Léopoldine Serre ; VQ : Catherine Brunet) : Samantha Evelyn Cook / Art3mis[7]
- Ben Mendelsohn (VF : Philippe Crubézy ; VQ : Tristan Harvey) : Nolan Sorrento / Sorrento[8]
- T. J. Miller (VF : Marc Arnaud ; VQ : Frédérik Zacharek) : i-R0k
- Simon Pegg (VF : Xavier Fagnon ; VQ : Frédéric Desager) : Ogden Morrow / le Conservateur[9]
- Mark Rylance (VF : Gabriel Le Doze ; VQ : Jacques Lavallée) : James Donovan Halliday / Anorak[10]
- Lena Waithe (VF : Astrid Bayiha ; VQ : Catherine Hamann) : Helen / Aech
- Win Morisaki (VF : Adrien Larmande ; VQ : Gabriel Lessard) : Toshiro / Daito
- Philip Zhao (VF : Timothé Vom Dorp) / (VF : Anatole Yun) : Xo / Sho
- Hannah John-Kamen (VF : Marie Tirmont ; VQ : Magalie Lépine-Blondeau) : F'Nale Zandor
- Susan Lynch (VF : Claire Beaudoin ; VQ : Mélanie Laberge) : Tante Alice
- Ralph Ineson (VF : Olivier Cordina ; VQ : Louis-Philippe Dandenault) : Rick
- Clare Higgins : Mme Gilmore
- Perdita Weeks : Kira
- Letitia Wright : une rebelle à la planque
- Mckenna Grace : une écolière
- Lulu Wilson : une écolière
- Michael Wildman : l'instructeur des Sixers
- Vic Chao : Goro
- Cara Theobold : Tracer
- Rona Morison : Numéro 9
- Kit Connor : Reb Kid (non-crédité)
- Julia Nickson : une voyageuse (non créditée)

Sources et légende : Version française (VF) sur RS Doublage et Version québécoise (VQ) sur Doublage Québec

## Production

### Développement
Les droits cinématographiques étant achetés par Warner Bros., le jour même de la vente Ernest Cline finalise son contrat d'édition avec Random House, un an avant la sortie du roman. Donald De Line (en) signe comme producteur du film tandis que Cline est engagé comme scénariste. La même année, la production engage Zak Penn et Éric Eason pour aider Cline à l'écriture du scénario. En mars 2015, Steven Spielberg signe en tant que réalisateur pour une sortie prévue le 15 décembre 2017. À la production, on retrouve les sociétés de Steven Spielberg, DreamWorks SKG et Amblin Entertainment, Village Roadshow Pictures et celle de Donald De Line, DeLine Pictures. Le 10 février 2016, il est annoncé que la sortie du film est repoussée à 2018 afin d'éviter une éventuelle compétition avec Star Wars, épisode VIII : Les Derniers Jedi.
Durant la longue postproduction du film, qui nécessite beaucoup d'effets spéciaux numériques, Steven Spielberg développe et tourne Pentagon Papers, qui sortira quelques mois avant Ready Player One.

### Attribution des rôles
| |  |  |
| Les acteurs Tye Sheridan et Olivia Cooke, ici à la première mondiale du film au Japon, interprètent les rôles principaux. |  |  |

Le 1er septembre 2015, le site The Wrap rapporte qu'Elle Fanning, Olivia Cooke et Lola Kirke sont dans la liste des favorites pour incarner Art3mis. Justin Knool annonce sur son compte Twitter que Nick Robinson serait le favori de Steven Spielberg pour jouer Parzival,. Le 11 septembre, il est annoncé qu'Olivia Cooke tiendra finalement le rôle principal féminin. Début janvier 2016 c'est Ben Mendelsohn qui est en négociation pour interpréter un méchant ; sa participation est confirmée en février 2016. En février 2016, Tye Sheridan est annoncé dans le rôle de Parzival.
En mars 2016, Simon Pegg rejoint le casting du film pour incarner Ogden, l'un des créateurs de l'Oasis.
En avril 2016, Mark Rylance rejoint la distribution du film pour camper James Donovan Halliday, le créateur de l'Oasis, marquant ainsi sa troisième collaboration avec Steven Spielberg après Le Pont des espions et Le Bon Gros Géant.
Steven Spielberg a avoué avoir proposé le rôle d'Halliday à Gene Wilder, mais ce dernier est mort en 2016,.

### Tournage
Le 1er juillet 2016, le scénariste Zak Penn rapporte sur son compte Twitter que la première semaine de tournage vient d'être bouclée.
En août 2016, Birmingham Mail annonce que certaines scènes du film seront tournées à Birmingham, en Angleterre, pour simuler une version crasseuse et dystopique de l'Ohio.

### Musique

#### Original Motion Picture Soundtrack
En juin 2016, il est annoncé que John Williams, fidèle collaborateur musical de Steven Spielberg, composera la musique du film. Cependant, en juillet, le compositeur quitte le projet pour se concentrer sur un autre film du réalisateur, Pentagon Papers, dont la sortie précède celle de Ready Player One de seulement quelques mois. Alan Silvestri est ensuite engagé pour le remplacer. C'est l'un des rares films de Steven Spielberg sans John Williams, avec La Couleur pourpre (1985), Le Pont des espions (2015) et le téléfilm Duel (1971).
Dans plusieurs compositions d'Alan Silvestri, on peut retrouver des éléments de précédents films. Ainsi, Why Can't We Go Backwards? reprend des éléments du thème de Max Steiner pour King Kong de 1933, Real World Consequences contient des éléments d'un de ses propres thèmes (DeLorean Reveal) du film Retour vers le futur tandis que Looking For a Truck contient des éléments du Godzilla Main Title d'Akira Ifukube.
Liste des titres
1. The Oasis (1:48)
2. Hello, I'm James Halliday (2:02)
3. Why Can't We Go Backwards? (4:19)
4. An Orb Meeting (4:11)
5. Real World Consequences (3:30)
6. Sorrento Makes an Offer (3:33)
7. Welcome To the Rebellion (3:14)
8. High 5 Assembles (4:25)
9. Orb of Osuvox (3:45)
10. Sorrento Punked (3:57)
11. Wade's Broadcast (5:51)
12. Arty On the “Inside” (2:33)
13. Looking For a Truck (5:36)
14. She Never Left (2:41)
15. Last Chance (3:20)
16. Get Me Out of This (1:35)
17. Hold On To Something (5:15)
18. This Is Wrong (3:48)
19. What Are You? (3:30)
20. There's Something I Need To Do (5:00)
21. Main Title (2:31)
22. End Credits (8:03)

#### Songs From The Motion Picture
En plus des compositions d'Alan Silvestri, WaterTower publie un album des chansons des présentes dans le film. Certains titres du film sont cependant absents de l'album, comme Jump de Van Halen. Par ailleurs, on peut entendre World in My Eyes de Depeche Mode dans l'une des bandes-annonces.
| 1.  | Jump                                       | Van Halen                    | 4:03 |
| 2.  | Everybody Wants to Rule the World          | Tears for Fears              | 4:12 |
| 3.  | I Hate Myself For Loving You               | Joan Jett & The Blackhearts  | 4:06 |
| 4.  | I Wanna Be Your Lover                      | Prince                       | 5:47 |
| 5.  | Just My Imagination (Running Away with Me) | The Temptations              | 3:48 |
| 6.  | Faith                                      | George Michael               | 3:12 |
| 7.  | Stand on It                                | Bruce Springsteen            | 3:05 |
| 8.  | One Way or Another                         | Blondie                      | 3:27 |
| 9.  | Can't Hide Love                            | Earth, Wind & Fire           | 4:09 |
| 10. | Blue Monday                                | New Order                    | 7:24 |
| 11. | Stayin' Alive                              | Bee Gees                     | 4:45 |
| 12. | Main Title (The Shining)                   | Wendy Carlos & Rachel Elkind | 3:24 |
| 13. | Midnight, the Stars and You                | Al Bowlly                    | 3:28 |
| 14. | We're Not Gonna Take It                    | Twisted Sister               | 3:38 |
| 15. | You Make My Dreams                         | Hall & Oates                 | 3:11 |

## Accueil

### Critique
Aux États-Unis, Ready Player One obtient des critiques plutôt positives. Sur l'agrégateur Rotten Tomatoes, il reçoit 74 % d'opinion favorable pour 212 critiques et une note moyenne de 7⁄10. Sur Metacritic, il décroche une moyenne de 64⁄100 pour cinquante et une critiques.
En France, le film obtient une moyenne presse de 4,5⁄5 sur le site Allociné, pour vingt-sept notes alors que Télérama, quant à lui, lui donnera 2⁄4 avec la mention « On aime beaucoup ».

### Box-office
| Pays ou région    | Box-office        | Date d'arrêt du box-office | Nombre de semaines |
| ----------------- | ----------------- | -------------------------- | ------------------ |
| États-Unis Canada | 137 690 172 $     | 5 juillet 2018             | 14                 |
| Chine             | 218 471 784 $     | 27 mai 2018                | 8                  |
| France            | 2 268 439 entrées | 26 juin 2018               | 13                 |
| Total mondial     | 583 490 172 $     | 5 juillet 2018             | 14                 |

## Éditions vidéo
Le 8 août 2018, Warner sort Ready Player One en coffret steelbook, comprenant une copie 4K du film ainsi que des bonus.

## Références à d'autres œuvres

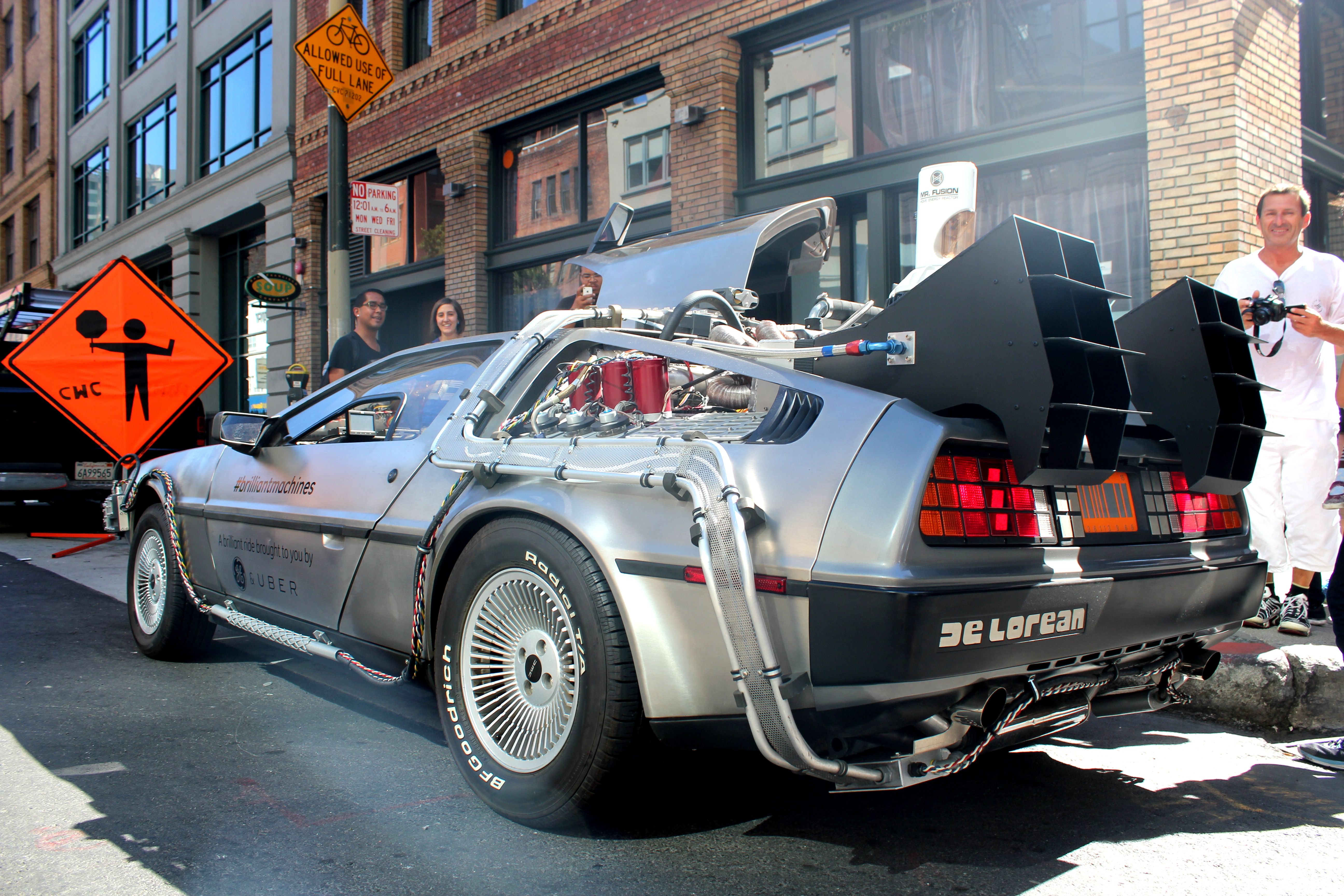
La DeLorean DMC-12 de Retour vers le futur est utilisée par Parzival dans l'Oasis.

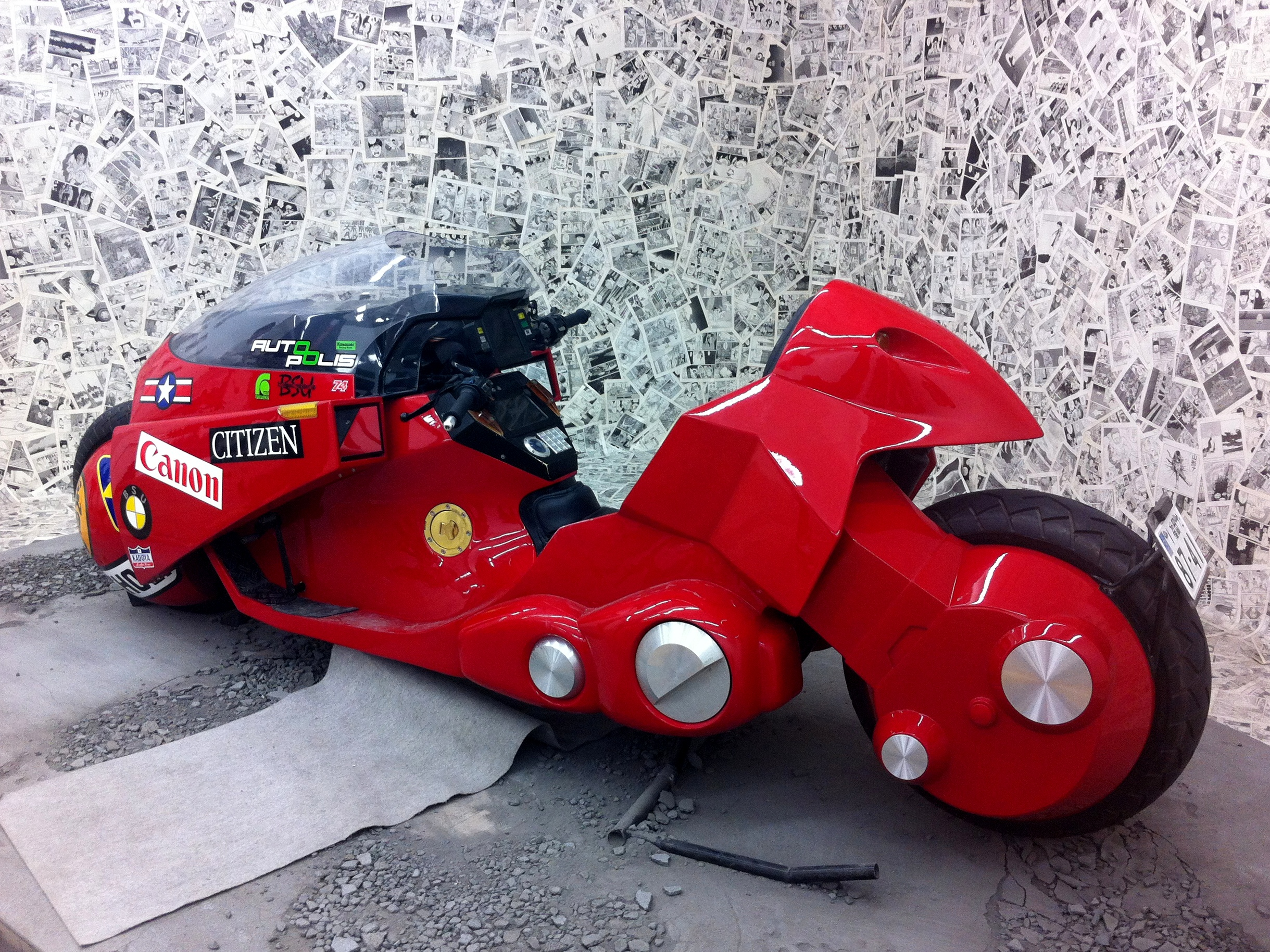
La moto de Kaneda du manga Akira est utilisée par Art3mis dans l'Oasis.

### Références à des films ou des séries télévisées

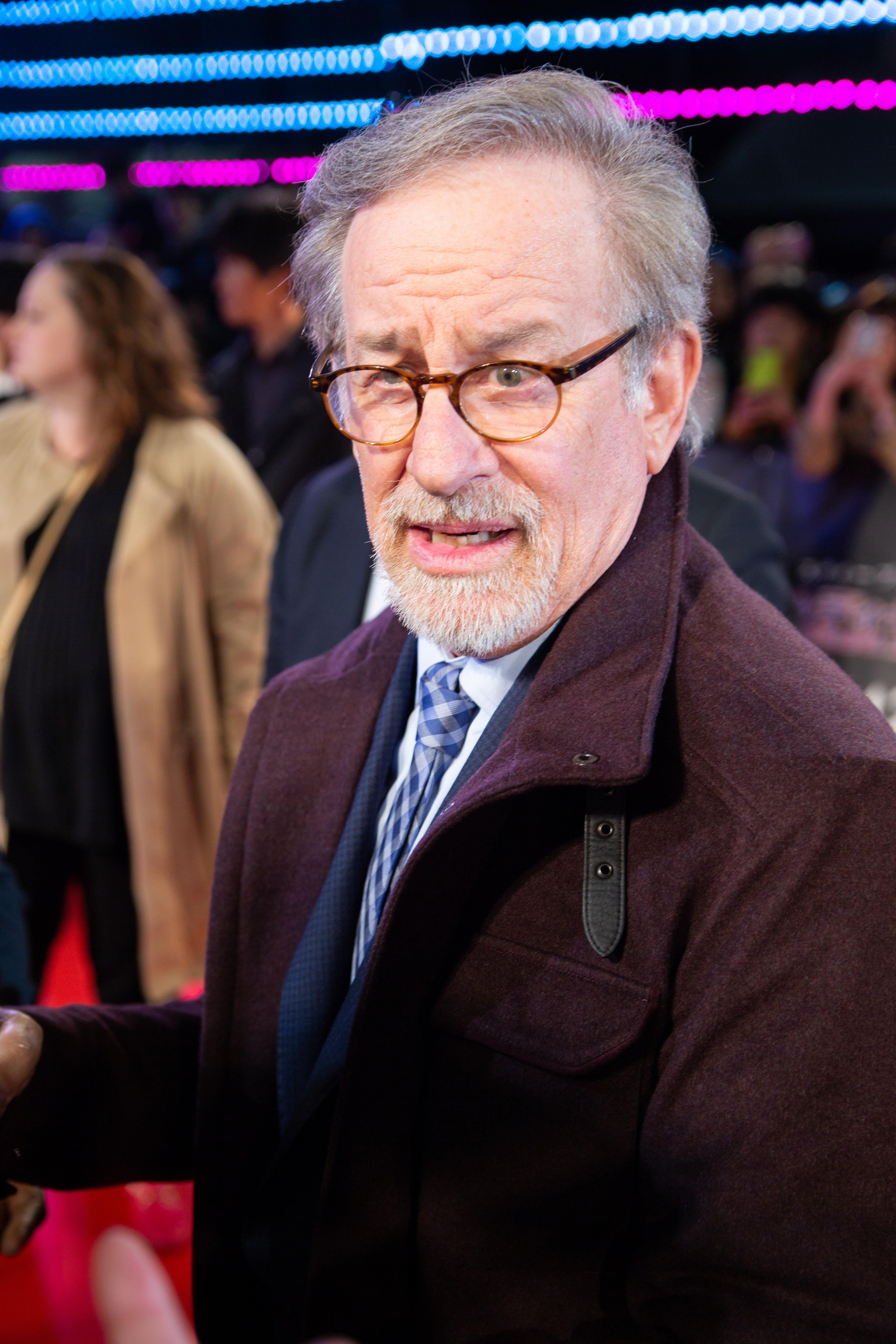
Le réalisateur Steven Spielberg à la première mondiale du film, en avril 2018.

### Références aux jeux vidéo

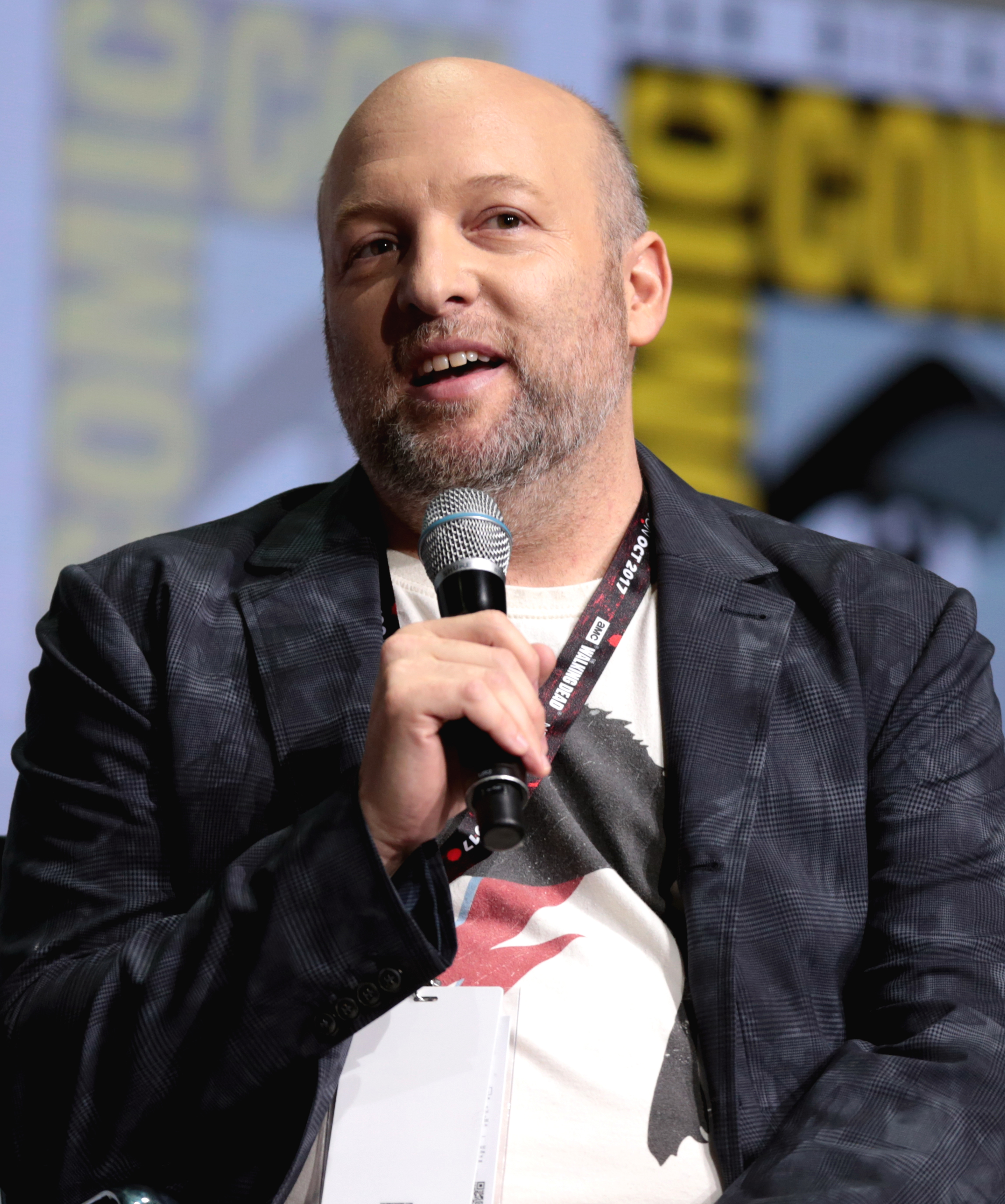
Le scénariste Zak Penn, spécialisé dans les superhéros et les jeux vidéo, a co-écrit le script du film.